# Nikita Biełych
Nikita Biełych, Никита Юрьевич Белых (ur. 13 czerwca 1975) – rosyjski działacz opozycyjny. Od 2005 do 2008 przewodniczący SPS. Zasiadał w parlamencie Kraju Permskiego, a obecnie pełni obowiązki gubernatora obwodu kirowskiego.